# Anna Ewelina

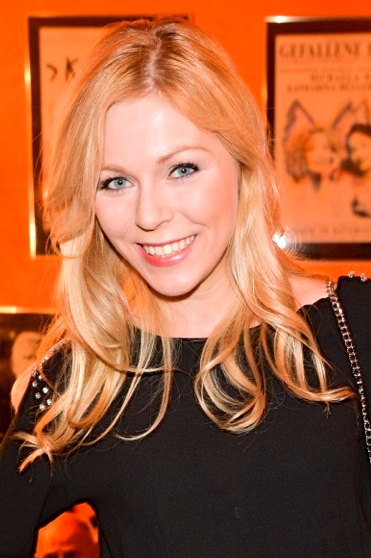
Anna Ewelina (2013)

Anna Ewelina (* 26. Juli 1985 in Danzig, Polen; bürgerlich Anna Ewelina Cieplinski) ist eine deutsch-polnische Schauspielerin, Musikerin und Synchronsprecherin.

## Biografie
Im Alter von vier Jahren wanderte Anna mit ihrer Familie nach Deutschland aus und wuchs bilingual im Landkreis Aschaffenburg auf, wo sie die Maria-Ward-Schule besuchte. Ewelina spielte vom Kindergarten an bis zum Gymnasium. Gleichzeitig war sie als Sängerin und Gitarristin in diversen Bands aktiv. Von 2004 bis 2006 sang sie in der Coverband Sechs on the Beach.
Von 2004 bis 2007 absolvierte sie eine Ausbildung zur staatlich anerkannten Schauspielerin an der Stage & Musical School Frankfurt am Main. Von 2005 bis 2007 war sie u. a. in Produktionen des Stadttheater Aschaffenburg in verschiedenen Hauptrollen zu sehen, so z. B. in MutterliebeMutter von Heinz Kirchner und im Stück Reiher von Simon Stephens.
Neben zahlreichen Kurzfilmen gab Anna Ewelina 2006 ihr Fernsehdebüt als Jasmin Bausch in der Daily-Soap Unter uns. Von 2007 bis 2011 verkörperte sie Lara König in der WDR-Serie Die Anrheiner.
2010 und 2012 studierte sie bei MK Lewis und Tim Phillips in Los Angeles, Hollywood. Über MK Lewis sagte sie in einem Interview: „Nirgends habe ich so viel über die Schauspielkunst gelernt, wie bei ihm!“
Beim „Self made Shorties Festival“ im Rahmen des Filmfestes München erzielte Anna Ewelina 2011 mit ihrem Beitragsfilm eine Nominierung unter den besten 15 Einsendungen aus knapp 500 Teilnehmern. 2015 war sie mit Jule Ronstedt und Alexander Held Teil der Jury des Festivals.
2012 wurde sie mit dem Preis „Bester Film“ des 99Fire-Films-Awards ausgezeichnet. Sie setzte sich unter mehr als 1500 Teilnehmern durch, die Kurzfilme mit einer Länge von 99 Sekunden eingereicht hatten.
Anna Ewelina ist zudem als Synchron-, Werbe- und Voiceover-Sprecherin tätig. Zu ihren bekanntesten Rollen zählt Star Butterfly aus Star gegen die Mächte des Bösen.
In Koproduktion mit dem Bayerischen Rundfunk realisierte sie 2015/2016 den Kurzfilm Isch heisst. Sie spielte die Hauptrolle der Dolmetscherin Marta und verfasste zudem das Buch zum Film. Isch heisst feierte seine Weltpremiere auf den Internationalen Hofer Filmtagen.
Seit 2017 arbeitet sie auch in den USA, so stand sie u. a. für Call of Duty und für die Amazon-Prime-Serie Hunters vor der Kamera.
Anna Ewelina wohnt in München und Los Angeles.

## Filmografie (Auswahl)
- 2006: Unter uns (TV Daily)
- 2007: In Alienhand (HfG Offenbach)
- 2007–2010: Die Anrheiner (TV-Serie)
- 2008: Finding Bright Side
- 2010: Weg (h_Da)
- 2010: Leon 25, 65 (h_Da/Filmakademie Ludwigsburg)
- 2011: The Flat (TV-Serie Pilot)
- 2011: Non Human (Medienakademie München)
- 2011: In meiner Geschichte
- 2011–2014: Um Himmels Willen (TV-Serie)
- 2011: Puppet (Abschlussfilm FH Mainz)
- 2011–2020: SOKO München (TV-Reihe)
- 2012: Würde (Bester Film „99 Fire Film Award“)
- 2012: Abschied (HFF München)
- 2012: Der Bergdoktor (TV-Serie)
- 2012: Rote Rosen (TV-Serie)
- 2013: München 7 (TV-Serie)
- 2013: Hubert und Staller (TV-Serie)
- 2014: Die Hochzeit meiner Schwester (TV-Film)
- 2014: Tatort: Der Himmel ist ein Platz auf Erden (TV-Reihe)
- 2015: Halbe Brüder (Kino)
- 2015: Die Rosenheim-Cops – Der Weihnachtsmann ist tot (TV-Serie)
- 2015: AlarmAlarm (HFF München)
- 2015: Die Randgruppe (HFF München)
- 2015: Isch heisst  (Kino/TV)
- 2016: Polizeiruf 110: Der Preis der Freiheit
- 2016, 2022: In aller Freundschaft (TV-Serie; 2016: Folge 746 "Abschied")
- 2016: Unter Verdacht
- 2017: Call of Duty: WWII
- 2018: Watzmann ermittelt (TV-Serie)
- 2019: Fundsache
- 2020: Hunters[3]
- 2020: Spreewaldkrimi – Zeit der Wölfe (TV-Reihe)
- 2021: Sturm der Liebe (TV-Serie)
- 2023: Das fliegende Klassenzimmer
- 2024: SOKO Stuttgart – Hundeelend (Fernsehserie)

## Synchronisationen (Auswahl)

### Filme
- 2010: Juliana Schalch in Elite Squad – Im Sumpf der Korruption als Julia
- 2010: Thalia Stefaniuk in Red: Werewolf Hunter als Teenage Girl
- 2011: Beverly Carleigh in Tage der Unschuld als Kate Robb (jung)
- 2011: Joanna Kulig in Das bessere Leben als Alicja
- 2011: Joanna Kulig in Die geheimnisvolle Fremde als Ania
- 2015: Cristina Squyres in Vacation – Wir sind die Griswolds als Brooke
- 2019: Cassidy Gifford in Die Höhle: Das Tor in eine andere Zeit (Time Trap) als Cara

### Serien
- 2012–2014: Abbie Cobb in Suburgatory als Kimantha
- 2013–2020: Cassie Steele in Rick and Morty als Tammy
- 2014: Valerie Tian in Motive als Officer Wendy Sung
- 2015–2020: Eden Sher in Star gegen die Mächte des Bösen als Star Butterfly
- 2016: Satomi Satō in Sailor Moon Crystal als Naru Osaka
- 2016–2020: Summer Bishil in The Magicians als Margo Hanson
- seit 2017: Irene Keng in The Good Doctor als Dr. Elle McLean
- 2019: Chelsea Spack in Dead to Me als Heidi
- 2020: Eden Riegel in Willkommen im Haus der Eulen als Boscha
- 2020–2023: Juno Temple in Ted Lasso (Fernsehserie) als Keeley Jones
- 2021: Haruka Shiraishi in High Rise Invasion als Yuri
- seit 2023: Pokémon Horizonte: Die Serie als Dot/Nidothing

### Videospiele
- seit 2022: Sally Amaki in Overwatch 2 als Kiriko
- 2022: The Quarry als Abigail Blyg

## Theater (Auswahl)
- 2002: Hello Dolly
- 2005: Ungeduscht, geduzt & ausgebuht
- 2005: Im Schloss des Nosferatu
- 2005: Hilfe, es spukt!
- 2005–2006: Mutterliebemutter
- 2006: Reiher
- 2006: Haiymaath
- 2007: Innere Mongolei
- 2011: Giftcocktail

## Auszeichnungen
- 2017: „Beste Schauspielerin“ für „Isch heisst“ bei den „European Cinematography Awards“
- 2011: Self Made Shorties – nominiert unter den 15 besten Einsendungen im Rahmen des FILMFEST MÜNCHEN
- 2012: 99Fire Film Award – BESTER FILM „Würde“, ermittelt aus über 1500 Einsendungen im Rahmen der BERLINALE